# Diamond Sparkle
「Diamond Sparkle」（ダイヤモンド・スパークル）は、片岡あづさの1枚目のシングル。2007年10月24日にKONAMIから発売された（販売元はソニー・ミュージックディストリビューション）

## 解説
片岡あづさ名義としては初めてとなるシングル。表題曲「Diamond Sparkle」は、テレビアニメ『スカイガールズ』の後期エンディングテーマとして使用された。2曲目の「Hurray! Hurray! Hurray!」には、CD収録バージョンとは別に、ラジオ『片岡あづさのわたしにやさしい時間』の放送時に合わせて収録された別バージョンが存在する。このバージョンはラジオでしか聞くことが出来ない。3曲目の「ぬくもり」では、片岡あづさ自身で作詞を担当している。また、PVは後に発売されたイメージDVD『Sweets Box』に収録された。なおCD発売に際し、発売記念イベントが東京、名古屋、大阪で行われた。

## 収録曲
1. Diamond Sparkle [3:29]
作詞：藤林聖子、作曲・編曲：高木洋
  - テレビアニメ『スカイガールズ』後期エンディングテーマ
2. Hurray! Hurray! Hurray! [3:35]
作詞：森由里子、作曲・編曲：高木洋
  - ラジオ『片岡あづさのわたしにやさしい時間』主題歌
3. ぬくもり [4:12]
作詞：片岡あづさ、作曲・編曲：高木洋
4. Diamond Sparkle （instrumental）

## 収録アルバム
| 曲名                    | 収録アルバム        | 発売日         | 備考         |
| ----------------------- | ------------------- | -------------- | ------------ |
| Diamond Sparkle         | 『Sweets Paradise』 | 2007年12月12日 | ミニアルバム |
| Hurray! Hurray! Hurray! | 『Sweets Paradise』 | 2007年12月12日 | ミニアルバム |